# Vojna Anny
Vojna Anny (russisk: Война Анны) er en russisk spillefilm fra 2019 af Aleksej Fedortjenko.

## Medvirkende
- Marta Kozlova som Anna